# مارتا ماسون
مارتا ماسون (بالإيطالية: Marta Mason)‏ (10 فبراير 1993 في إيطاليا - ) هي لاعبة كرة قدم إيطالية في مركز الهجوم. لعبت مع SSD Women Hellas Verona ‏ وA.C.F.D. Venezia 1984 ‏ وASD Calcio Chiasiellis ‏ وAtalanta Mozzanica Calcio Femminile Dilettantistico ‏ وASD Reggiana Calcio Femminile ‏.

## وصلات خارجية
- مارتا ماسون على موقع الاتحاد الأوربي (الإنجليزية)
- مارتا ماسون على موقع قاعدة بيانات كرة القدم.إي يو (الإنجليزية)